# Centropyge bicolor
Centropyge bicolor, comunemente chiamato Pesce angelo bicolore è un pesce d'acqua salata appartenente alla famiglia Pomacanthidae.

## Distribuzione e habitat
Questa specie è diffusa nell'Indo-Pacifico, dalle coste dell'Africa orientale fino alla Nuova Caledonia, dove abita lagune atollifere, che frequenta in coppie o gruppi di pochi esemplari.

## Descrizione
Simile agli altri Pomacantidi, ha corpo compresso ai fianchi e pinne sviluppate. La livrea, come ben lascia intendere il nome scientifico, è bicolore: il corpo è blu scuro, mentre la pinna caudale e la testa sono gialle, ad eccezione di una striscia blu che attraversa l'occhio e tutta la fronte. La pinna dorsale e l'anale sono allungate. Vicino alle branchie è presente un aculeo.

Solitamente non supera i 15 cm di lunghezza.

## Riproduzione
Tutti gli esemplari nascono femmine (ermafrodita proterogenico) per poi diventare maschio (in 18-20 giorni) dopo una certa età.

## Alimentazione
C. bicolor si nutre di alghe, vermi e crostacei.

## Acquariofilia
I giovani sono più facili da allevare. Va allevato in acquari spaziosi, ricchi di nascondigli e nutrito sia con cibo vegetale (che può trovare sulle rocce vive, se presenti in acquario), sia con cibo vivo.